# حفرة بن الطيبي (سيدي عبد الله الخياط)
حفرة بن الطيبي هي إحدى مشيخات المملكة المغربية، تتبع جغرافيا لعمالة مكناس وإداريًا لسيدي عبد الله الخياط. يقدر عدد سكانها بـ 3057 نسمة حسب الإحصاء الرسمي للسكان والسكنى لسنة 2004.